# Pärnu Rannastaadion
Het Pärnu Rannastaadion is een voetbalstadion in de Estse stad Pärnu. In het stadion spelem Pärnu JK Vaprus en Pärnu JK de thuiswedstrijden. Het stadion biedt plaats aan 1.500 toeschouwers.